# Hubert Michon
Hubert Louis Marie Félix Michon (ur. 2 czerwca 1927 w Paryżu, zm. 14 maja 2004 w Paryżu), francuski duchowny katolicki, arcybiskup Rabatu (Maroko).
Przyjął święcenia kapłańskie 21 kwietnia 1957. 2 maja 1983 mianowany arcybiskupem Rabatu (jego poprzednik, franciszkanin Jean Chabbert, został przeniesiony na biskupstwo we Francji); konsekrowany 11 grudnia 1983 przez kardynała Duraisamy Simona Lourdusamy.
Udzielił święceń biskupich swojemu późniejszemu następcy na stolicy arcybiskupiej Rabatu, Vincentowi Landelowi. Złożył rezygnację z rządów archidiecezją w maju 2001.